# Rehband

Rehband-Logo

Rehband ist ein schwedischer Hersteller von sportmedizinischen Produkten, Schützern und Kompressionskleidung mit Sitz in Stockholm. Rehband ist Ausrüster der deutschen Handballnationalmannschaften (DHB), zahlreicher Bundesligateams und unterstützt zahlreiche Leistungssportler.

## Geschichte
Rehband wurde im Jahre 1955 in Stockholm als „Institutet för Bråckskador“, auf Deutsch „Institut für Bruchverletzungen“ gegründet. Dort wurden Bandagen für den medizinischen und sportlichen Bereich entwickelt und gefertigt. Ab 1970 folgte eine Ausweitung der geschäftlichen Aktivitäten sowie eine Verbreiterung des angebotenen Produktspektrums. Das Institut änderte seinen Namen in Rehband Anatomiska AB. Im Jahr 1999 wurde die Firma von der Otto Bock HealthCare GmbH gekauft. Die vollständige Integration in die Otto-Bock-Gruppe erfolgte 2002.

## Unternehmen
Das Unternehmen Rehband ist in die Bereiche Medical und Sport unterteilt, wobei nur die Produkte von Rehband Sport international vertrieben werden. Der Slogan von Rehband ist "Enable your full Potential".
Lizenznehmer für den Deutschen Markt ist seit 2013 die Firma APP Handels GmbH & Co KG in Hamburg. Geschäftsführer ist Fridtjof Warncke.

## Produkte
Das Produktprogramm des Sportsektors umfasst ca. 80 Produkte, die für aktive Sportler und Athleten entwickelt wurden. Die meisten Produkte werden aus Neopren hergestellt. Weiterhin kommen moderne Stoffe wie Lycra, Coolmax und MVent zum Einsatz. Rehband bietet für die Bereiche Schulter, Rücken, Hand, Ellenbogen, Oberschenkel, Knie, Wade und Fußgelenk Sportbandagen, Schützer, Funktions- und Kompressionskleidung an. Die Produkte sind besonders bekannt im Handball, Volleyball und Fitness. Besondere Aufmerksamkeit erlangte Rehband 2014 durch die Kooperation mit CrossFit-Athleten wie z. B. Camille Le-blanc Bazinet, Rich Froning und Josh Bridges. Seit 2015 ist Rehband Ausrüster des DHB und damit von allen deutschen Handballnationalmannschaften.

## Soziales Engagement
In Verbundenheit mit dem Sport zeigt das Unternehmen soziales Engagement durch die Förderung der permanenten Aktionen von „Handball Hilft“ für die Deutsche Krebshilfe. Nach Angaben der Organisation kamen im Jahr 2008/2009 über 30.000 Euro Spenden aus führenden Handballvereinen zusammen.